# Ižori
Ižori (jednina: ižoralaine) ili Ingri, narod poznatiji pod pravim imenom Ingri, naseljen na zapadnom dijelu Ingrije, pokrajine između rijeka Narve i Neve. Najveći ih broj danas živi u Švedskoj gdje su se iselili (14,000; 2005.) i tek ostatak od 800 ih živi u Estoniji i 300 u Rusiji iste godine. Pod imenom Ingrijski Finci danas žive i iseljeni u Finskoj.

## Ime
Ingria, koja nikada nije postala država, u švedskom jeziku naziva se Ingermanland, u finskom Inkeri, i ruski Ižora (Izhora). Otuda za njih i finski inkeroiset  (sing. Inkeroine), i ruski Ižoralaine. Izvorno su Ingri sebe nazivali Vadjalaizõt, što je obuhvaćalo i Vote, dok je danas najzastupljeniji naziv Ingri. Poenakd se nazivaju i Karjalain, prema svome karelskom (karjalaiset) porijeklu. Danas se u svijetu preferira davati im ruski naziv Ižori, koji su ovaj narod gotovo istrijebili. Nakon progona u Finsku, gdje su se mogli useliti samo pod finskim imenom,  prozvali su se imenom ' Ingrijski Finci', jer nisu htjeli biti, niti su se kao poseban narod, osjećali Fincima. Da zlo bude veće, ovaj naziv poslužio je da se Ingrijski Finci proglase nekim posebnim narodom, podijelivši ih konačno na Ižore i Ingrijske Fince (Inkeriläinen ili Inkerin Suomalainen), čime je nastavljena politika zatiranja ingrijskog naroda i imena.

## Jezik
Ižorski jezik se smatra odvojenim jezikom (izhoran keeli ili maakeeli, 'jezik zemlje') ortodoksnog stanovništva prema ingrijskom, jezikom kojim su izvorno govorili luteranski iseljenici iz Finske.
Godine 1989. zabilježeno je 820 izjašnjenih Ižora, od kojih su 302 bili govornici svog jezika.
Jezik, srodan karelskom kao prvi jezik rabe uglavnom pripadnici starijih naraštaja. Smatra se da je ovaj jezik pred izumiranjem.
Prema popisu iz 2002., bila su 327 Ižora u Rusiji.

## Kratka povijest
Maleni finski narod porijeklomod karelskih plemena od kojih su se odvojili u 11 stoljeću i nastanili između Finskog zaljeva (Suomen Lahti) i jezera Ladoga, i dalje na jug. Ingri su ovamo donesli svoj finski jezik koji je imao više dijalekta, to su soikkola, s poluotoka Sojkino; hevaha s rijeke Koltuši; oredež  (oredezh; izumro 1970); i južni ingrijski s Finskog zaljeva. Godine 1848. oni su naseljeni u 222 sela od kojih su se 1964 održala tek 16 i 6 miješanih s Votima i Fincima. 1930-ih godina Staljin zabranjuje upotrebu finskog jezika, a oni su ili deportirani ili rusificirani. Godine 1937 ruski šovinisti zatvaraju ingrijske škole čime je najavljen potpuni kraj socijalnog i kulturnog života Ingra u Rusiji. Godine 1942-1943. Ingri i Voti evakuirani su u Finsku. Po završetku rata Sovjetska vlada zahtijeva njihov povratak, nakon čega su deportirani u područje Novgoroda, Kalinina, Vologde i Jaroslavlja. Povratak im je dozvoljen tek 1956, kada se vraćaju kućama koje su u međuvremenu zauzeli ruski kolonisti. Na ognjište ih se vratilo tek nešto preko 1000. Zločinačkom politikom eksterminacije i rusifikacije ingrijski narod se pokušao istrijebiti. Početkom 1990-tih bivši finski predsjednik Mauno Koivisto obećava povratak etničkim Fincima. Otada se 23,000 vratilo, a još 20,000 drugih čeka na povratak u Rusiji i Estoniji. Finska je ograničila broj povratnika godišnje na 2,000. Ovi ljudi etnički nazivani Fincima, u stvari su rusificirani Ingri, sada opet iz političkih razloga prisiljeni da se izjašnjavaju Fincima, kako se službeno i vode. Mnogi Ingri koji su se vratili u Finsku ne osjećaju se Fincima, i konstruirali su za sebe nov naziv, Ingrijski Finci (Ingrian Finnish).

## Etnografija
Ingri su obrađivači tla, ne baš pogodnog za obradu, pa su često ovisili o lovu i ribolovu. O obalnim krajevima Ingri se uz ribolov bave i drvodjeljstvom, a u nekim krajevima i kovačkim poslom, ili su otišli u pomorce. Ingri 1030.-tih imaju latinično pismo na kojemu je od 1932. do 1937.  izdano 25 naslova, među kojima se ističe V. Yunus. Izhoran keelen grammatikka. Morfologia. Opetajaijaa vart. 1936.
Politikom Rusije 1937. godine ingrijsko pismo, knjige, škole i učitelji su likvidirani.

## Vanjske poveznice
- Narodi Crvene knjige: Ižori
- Foto galerija